# Hornbrook (Kalifornija)
Hornbrook je naseljeno područje za statističke svrhe u američkoj saveznoj državi Kalifornija. Prema popisu stanovništva iz 2010. u njemu je živjelo 248 stanovnika.